# Esperando la carroza
Pour plus de détails, voir Fiche technique et Distribution.
Esperando la carroza (traduit par En attendant le corbillard en français) est un film culte du cinéma argentin.
Il fut réalisé en 1985 par Alejandro Doria, sur une adaptation de la pièce de théâtre du même nom, écrite en 1974 par le dramaturge uruguayen Jacobo Langsner.

## Synopsis
La vieille Mamá Cora perd la tête. Elle vit avec son fils Jorge et sa belle-fille Susana, qui viennent d'avoir un nouveau-né. Or, Susana ne supporte guère l'omniprésence de sa belle-mère, source de conflits permanents. Un jour, la situation s'envenime et la colère des deux femmes explose. Susana envoie un message désespéré à son beau-frère et sa belle-sœur afin qu'ils partagent la garde de Mamá Cora. Mais, personne n'apparaît disposé à quelques concessions. Un concert de récriminations, rancœurs et jalousies déchirent alors les membres de la famille. Un événement imprévisible conduira pourtant à la réconciliation...

## Commentaire
Esperando la carroza dépeint dans un style burlesque les frasques d'une famille argentine des années 1980. Les caractères caricaturaux des personnages y appuient le trait sur les préjugés attachés aux différentes composantes de la société de ce pays.

## Fiche technique
- Titre original : Esperando la carroza
- Réalisation : Alejandro Doria
- Scénario : A. Doria, d'après la pièce de Jacobo Langsner
- Photographie : Juan Carlos Lenardi
- Son : José Luis Diaz
- Musique : Feliciano Brunelli
- Montage : Silvia Ripoll
- Décors : Jorge Sarudiansky
- Costumes : Josefina Robledo
- Production : Diana Frey (Rosafrey)
- Format : Couleur, 35 mm, Dolby stéréo
- Pays d'origine :  Argentine
- Langue originale : Espagnol
- Durée : 87 minutes
- Date de sortie : 6 mai 1985 en Argentine

## Distribution
- Antonio Gasalla : Mamá Cora
- China Zorrilla : Elvira
- Luis Brandoni : Antonio
- Betiana Blum : Nora
- Julio De Grazia : Jorge
- Mónica Villa : Susana
- Juan Manuel Tenuta : Sergio
- Andrea Tenuta : Matilde
- Darío Grandinetti : Cacho
- Cecilia Rossetto : Dominga